# Тарасов Володимир Володимирович (вчений)
Володи́мир Володи́мирович Тара́сов (нар. 18 липня 1977, Жмеринка) — український історик, кандидат історичних наук, доцент, завідувач кафедри соціально-гуманітарних дисциплін Харківської державної академії дизайну та мистецтв. Автор 4 монографій та близько 100 наукових публікацій. Член Національної спілки журналістів України.

## Життєпис
Випускник історичного факультету Вінницького державного педагогічного університету /1999 р.
Кандидатську дисертацію виконав та захистив у Національному Дніпропетровському університеті, спеціальність: історіографія, джерелознавство, спеціальні історичні дисципліни; тема: «Роль публіцистики у вивченні „білих плям“ української історії».
Спектр наукових інтересів: історіографія, візуальні студії, історія повсякденності, методологія історичного аналізу.
Член Національної спілки журналістів України з 2008 року, працював кореспондентом, контент-редактором, редактором в 2004—2009 роках.
Викладацька та науково-дослідна діяльність пов'язана із Національною академією прикордонних військ України (1999—2000 рр.) та Харківською державною академією культури (2016—2020 рр.)
З 2006 року — викладач Харківської державної академії дизайну і мистецтв, з 2016 року — завідувач кафедри соціально-гуманітарних дисциплін.
Дизайнер, керівник дизайн-бюро видавництва «Раритети України» (м. Харків, 2008 р.). Співавтор видавничих проектів «Структури повсякденності», «Архітектура, події люди», «Моя колекція» та ін.
Керівник проекту підтримки молодих авторів видавництва «Раритети України».
Одружений, виховує двох доньок.

## Автор наукових праць
Автор 4 монографій та близько 100 наукових публікацій.
- Образ перебудови (1985—1991) в сучасній історіографії: проблема термінології та інтерпретації: монографія. — Харків: «Раритети України», 2013. — 104 с.[7]
- Візуальна публіцистика як джерело історії повсякдення «переміщених осіб» (Західна Німеччина, 1946—1947 рр.) // Вісник ХДАДМ. — 2016. — № 5. — С. 96-104.
- Сатиричний альманах «ДіПініада» як візуальне історичне джерело в дослідженні повсякденного життя «переміщених осіб» (1946—1947 рр.) // Схід. — 2016. — № 6(146). — С. 76-81.
- Кава, сигарети та шоколад у повсякденній комунікації «переміщених осіб» у повоєнній Німеччині та Австрії 1945—1948 рр. (за матеріалами візуальних та документальних джерел) // Вісник МДУ: Серія «Історія і політологія». — 2016. — № 17. — С. 91-99.
- Авторський плакат кінця 1980-х — початку 1990-х років у площині історичного джерела: проблема аналізу та інтерпретації // Вісник ХДАДМ. — 2017. — № 2 — С. 83-90.